# Claybrooke Parva
Claybrooke Parva – wieś w Anglii, w hrabstwie Leicestershire, w dystrykcie Harborough. Leży 19 km na południowy zachód od miasta Leicester i 134 km na północny zachód od Londynu.